# Стрибки у воду на літніх юнацьких Олімпійських іграх 2010 — трамплін, 3 метри (хлопці)
Змагання зі стрибків у воду з триметрового трампліна серед хлопців на літніх юнацьких Олімпійських іграх 2010 відбулися у неділю 22 серпня 2010 року в Плавальному комплексі Тао Пайо.

## Медалісти
| Золото        | Срібло                      | Бронза             |
| Цю Бо · Китай | Олександр Бондарь · Україна | Майкл Гіксон · США |

## Результати
Змагання проходили 22 серпня, Кваліфікація о 13:30, фінал о 20:30 (UTC+8)
| Місце | Атлет                | Країна          | Кваліфікація | Кваліфікація | Фінал  | Фінал |
| Місце | Атлет                | Країна          | Очки         | Місце        | Очки   | Місце |
| ----- | -------------------- | --------------- | ------------ | ------------ | ------ | ----- |
| 1     | Цю Бо                | Китай           | 618,75       | 1            | 607,15 | 1     |
| 2     | Олександр Бондарь    | Україна         | 556,65       | 2            | 565,35 | 2     |
| 3     | Майкл Гіксон         | США             | 541,15       | 3            | 554,65 | 3     |
| 4     | Джованні Точчі       | Італія          | 521,90       | 5            | 547,50 | 4     |
| 5     | Абель Рамірес Теллес | Куба            | 503,75       | 6            | 543,15 | 5     |
| 6     | Тім Піріц            | Німеччина       | 476,45       | 9            | 524,45 | 6     |
| 7     | Цзи Лян Оой          | Малайзія        | 495,20       | 8            | 523,70 | 7     |
| 8     | Мігель Ейнджел Реєс  | Колумбія        | 502,20       | 7            | 521,95 | 8     |
| 9     | Томас Дейлі          | Велика Британія | 527,10       | 4            | 514,35 | 9     |
| 10    | Марк Сабурен-Жермен  | Канада          | 474,20       | 10           | 506,50 | 10    |
| 11    | Іван Гарсія          | Мексика         | 443,80       | 12           | 497,80 | 11    |
| 12    | Роберт Паес          | Венесуела       | 452,65       | 11           | 458,70 | 12    |
| —     | Геворг Папоян        | Вірменія        | 385,25       | 13           | —      | —     |
| —     | Педро Абреу          | Бразилія        | 366,85       | 14           | —      | —     |
| —     | Хань Куань Лі Тімоті | Сінгапур        | 365,50       | 15           | —      | —     |